# Filosofia hassídica
Filosofia hassídica (hebraico: חסידות, alternativamente transliterado como Hassidism, Chassidism, Chassidut etc.) é o conjunto de ensinamentos, interpretações do Judaísmo e misticismo articulado pelo moderno movimento hassídico. Ela inclui os elementos religiosos do povo carismático do hassidismo, mas principalmente descreve seu pensamento estruturado, expressado no seu conjunto de teologia à filosofia.
A palavra deriva do hebraico "hesed" ("bondade") e a apelação "hasid" ("temente a Deus") possui uma história no Judaísmo para a pessoa que possui motivos sinceros em servir a Deus e ajudar os outros. Alguns movimentos judaicos atuais também são chamados por este nome, renovação populista do Judaísmo, iniciada pelo Rabbi Israel ben Eliezer (Baal Shem Tov) no século XVIII, na Podólia e Volínia (hoje Ucrânia). Seus discípulos mais próximos desenvolveram a filosofia nos primeiros anos do movimento. Da terceira geração, a liderança superior tomou suas diferentes interpretações e dispersou-se através da Europa Oriental, da Polónia, Hungria e România para Lituânia e Rússia.